# Xã Decatur, Quận Lawrence, Ohio
Xã Decatur (tiếng Anh: Decatur Township) là một xã thuộc quận Lawrence, tiểu bang Ohio, Hoa Kỳ. Năm 2010, dân số của xã này là 726 người.